# Biserica Sfinții Voievozi din Cozmești

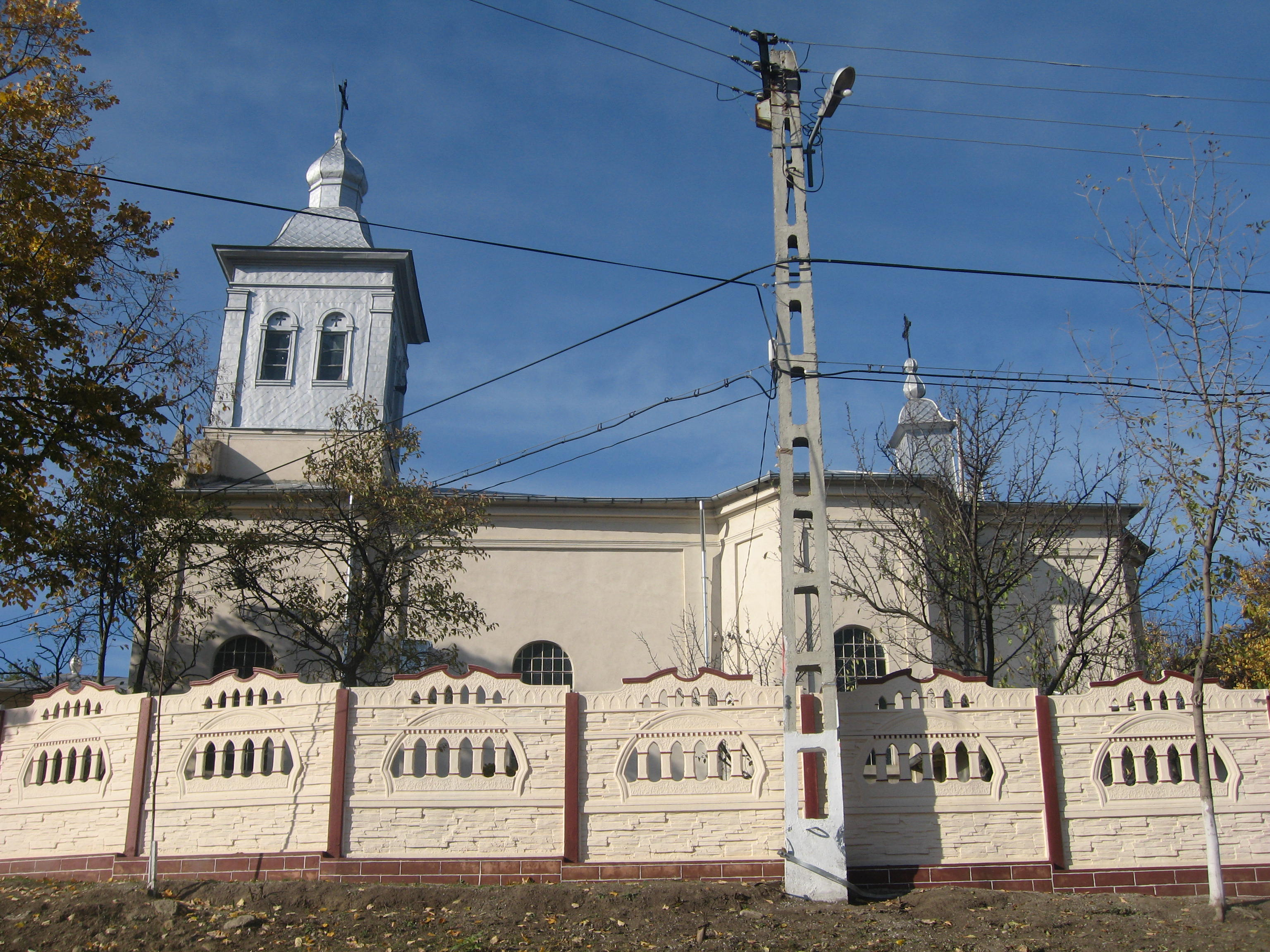
Biserica Sfinţii Voievozi din Cozmeşti.

Biserica "Sfinții Voievozi" din Cozmești este o biserică construită între anii 1901-1908 în satul Cozmești din comuna omonimă (aflată în județul Iași). 
Biserica "Sf. Voievozi" din Cozmești a fost inclusă pe Lista monumentelor istorice din județul Iași din anul 2015, având codul de clasificare  IS-II-m-B-04138. 

## Istoric
Biserica "Sf. Voievozi Mihail și Gavriil" din Cozmești a fost construită între anii 1901-1908, fiind sfințită la 5 aprilie 1909.
La data de 24 septembrie 1909, Biserica "Sf. Voievozi" din Cozmești a aniversat 100 de ani de la sfințire. La acest eveniment a participat mitropolitul Teofan Savu al Moldovei și Bucovinei, cu acest prilej fiind lansată monografia Parohiei Cozmești. 